# Elezioni generali in Nuova Zelanda del 1996
Le elezioni generali in Nuova Zelanda del 1996 si tennero il 12 ottobre per il rinnovo della Camera dei rappresentanti.

## Risultati
| Liste                                 | Nazionale | Nazionale | Nazionale | Circoscrizionale | Circoscrizionale | Circoscrizionale | Totale seggi |
| Liste                                 | Voti      | %         | Seggi     | Voti             | %                | Seggi            | Totale seggi |
| ------------------------------------- | --------- | --------- | --------- | ---------------- | ---------------- | ---------------- | ------------ |
| Partito Nazionale della Nuova Zelanda | 701 315   | 33,84     | 14        | 699 073          | 33,91            | 30               | 44           |
| Partito Laburista della Nuova Zelanda | 584 159   | 28,19     | 11        | 640 884          | 31,08            | 26               | 37           |
| New Zealand First                     | 276 603   | 13,35     | 11        | 278 103          | 13,49            | 6                | 17           |
| Alleanza                              | 209 347   | 10,10     | 12        | 231 944          | 11,25            | 1                | 13           |
| ACT New Zealand                       | 126 442   | 6,10      | 7         | 77 319           | 3,75             | 1                | 8            |
| Coalizione Cristiana                  | 89 716    | 4,33      | -         | 31 995           | 1,55             | -                | -            |
| Aotearoa Legalise Cannabis Party      | 34 398    | 1,66      | -         | 3 420            | 0,17             | -                | -            |
| United New Zealand                    | 18 245    | 0,88      | -         | 42 666           | 2,07             | 1                | 1            |
| Altri <0,50% (nazionale)              | 32 134    | 1,55      | -         | 56 342           | 2,73             | -                | -            |
| Totale                                | 2 072 359 | 100       | 55        | 2 061 746        | 100              | 65               | 120          |